# 埼玉市大宮公園足球場
埼玉市大宮公園足球場（Ōmiya Park Soccer Stadium）是位於日本埼玉縣埼玉市大宮區的足球場，為日本職業足球聯賽球隊大宮松鼠的主場。其由埼玉市委託官方外圍團體「財團法人埼玉市公園綠地協會」經營。2007年5月14日起，該球場由埼玉在地電台FM NACK5取得冠名權，另稱為NACK5體育場大宮。

## 歷史
球場於1960年興建，是日本其中一個最早興建的足球場。球場曾經舉辦其中一些1964年奧運會的比賽，以及1967年的全日本国民体育大会，當時球場可以容納12,500名觀眾。
2006年至2007年期間，球場關閉並進行一系列的改建工程，以符合日本職業足球聯賽對球場的要求。大宮松鼠要遷往埼玉2002體育場和同城打比的對手浦和紅鑽共用主場。改建完成後，球場容量增至15,500個座位。

## 外部連結
- NACK5 Stadium Ōmiya（日語）